# Народы Арктики
Народы Арктики — обобщающее название для народов, народностей, племён, исторически постоянно живущих севернее северного полярного круга.
На сегодняшний день есть доказательства, что Арктика была постоянно населена минимум с середины третьего тысячелетия до нашей эры — эти люди получили условное название палеоэскимосы.
В Арктике проживает около четырёх миллионов человек, причём более половины из них — в полярных владениях России. Численность постоянного населения в Арктической зоне России на начало 2013 года составляла около 2 331 000 человек (1,6 % населения России). Средняя плотность — 0,63 человека на один квадратный километр. В Российской Арктике живут представители 127 национальностей, и более 70 % из них называют себя русскими.

## Список
Ниже приведён список народов Арктики, сгруппированный по этнолингвистическому признаку. В скобках указаны регионы, где они в основном проживают.
- Чукотско-камчатские народы
  - Коряки (Камчатский край (Корякский автономный округ))
  - Чукчи (Чукотка)
- Тунгусо-маньчжурские народы
  - Эвенки (Китай (Внутренняя Монголия, Хэйлунцзян), Россия (Якутия, Красноярский край (Эвенкийский район), Хабаровский край, Бурятия))
  - Эвены (Якутия)
- Тюрки
  - Северо-восточные тюрки
    - Долганы (Красноярский край (Таймырский Долгано-Ненецкий район))
    - Якуты (Якутия)
- Эскимосско-алеутские народы
  - Юпикские народы (США (Аляска), Россия (Чукотский автономный округ))
    - Алутиик (Аляска)
    - Юпики центральной Аляски
    - Юиты (Чукотка)

  - Инуиты (Гренландия, Северная Канада (Нунавут, Северо-Западные территории, Юкон), США (Аляска))
    - Калааллиты (Гренландия)
    - Инупиаты (север и северо-запад Аляски)

  - Алеуты (США (Алеутские острова))
- Уральские народы
  - Прибалтийско-финские народы
    - Карелы (Россия (Республика Карелия))
    - Финны

  - Угры
    - Ханты (Тюменская область (Ханты-Мансийский автономный округ — Югра и Ямало-Ненецкий автономный округ)
    - Манси (Ханты-Мансийский автономный округ)

  - Пермяне
    - Коми-зыряне (Коми)

  - Саамы (Северная Норвегия, Северная Швеция, Северная Финляндия, Россия (Мурманская область))
  - Самодийцы
    - Ненцы (Тюменская область (Ханты-Мансийский автономный округ — Югра и Ямало-Ненецкий автономный округ), Архангельская область (Ненецкий автономный округ), Красноярский край (Таймырский Долгано-Ненецкий район))
    - Энцы (Таймырский Долгано-Ненецкий район)
    - Нганасаны (Таймырский Долгано-Ненецкий район)
    - Селькупы (Тюменская область (Ямало-Ненецкий автономный округ), Томская область)
- Юкагиры (Якутия)
- Индоевропейцы
  - Германцы
    - Северные германцы
      - Датчане (Гренландия)
      - Исландцы
      - Норвежцы (Норвегия (Шпицберген))
      - Шведы

  - Славяне
    - Восточные славяне
      - Русские (Россия (Архангельская область, Мурманская область), Норвегия (Шпицберген))